# Cahier de manipulation

Premier cas de « bug » reporté par Grace Hopper dans le journal de l'Harvard Mark II.

Le cahier de manipulation, souvent abrégé en « cahier de manip » et aussi appelé un journal de laboratoire, est généralement un cahier de grande taille, tenu pour enregistrer le détail des manipulations faites dans le cadre d'un projet.
Le cahier peut contenir les pages volantes ayant servi pour diverses raisons. On y colle aussi les éventuels graphiques, photos et autres documents.

## En biologie moléculaire
On y note par exemple, les compositions de mix de PCR, ou les modifications par rapport aux conditions précédentes pour optimiser une manipulation. On y colle les photos de gels.

## En informatique
Le cahier de manipulation peut être un historique informatisé, sous la forme d'un fichier texte brut, souvent appelé par anglicisme « fichier log ». Ce fichier est généré automatiquement par les ordinateurs contrôlant la manipulation.